# Ali Bacıoğlu
Pour les articles homonymes, voir Bacıoğlu.
Ali Bacıoğlu est un ancien pilote de rallye turc.

## Biographie
Sa carrière en compétition automobile s'étale de 1976 à 1991. Son premier véhicule en course est une Opel Kadett, le dernier une Lancia Delta Integrale 16v.
Il a été fidèle à trois marques successivement, Opel (de 1976 à 1988), Audi (en 1989-90), et enfin Lancia (en 1992).
Durant ces quinze années Metin Çeker a été son seul copilote.
Ensemble ils remportent le rallye du Bosphore (alors rallye Günaydın de Turquie) à deux reprises à 14 années d'écart, fait unique, en 1977 sur Opel Kadett GT/E et en 1991 sur Lancia Delta Integrale (2es en 1985, 3es en 1978 et 1990). La même année 1991 ils terminent encore seconds du rallye Hebros en Bulgarie, comptabilisé en ERC.
Ali Bacıoğlu est toujours le seul rallyman de son pays à avoir remporté le championnat national à 5 reprises, Yağiz Avci le suivant pour l'instant à une encâblure (2009, 2010, 2011 et 2013), puis Ercan Kazaz à deux (1999, 2002 et 2007) ainsi qu'Emre Yerlici (1988, 1989 et 1990, vainqueur du Günaydın les deux premières années) et Ali Sipahi (1970, 1971 et 1972, le premier vainqueur du championnat).
Selim Bacıoğlu participe lui aussi au championnat, de 2004 à 2006.

### Titres
- Quintuple Champion de Turquie des rallyes, dont quatre fois consécutivement, en 1982 (sur Opel Kadett GT/E), 1983 (sur Opel Kadett, et Fiat Murat 131 une course), 1984 (sur Opel Manta 200i), 1985 et 1987 (sur Opel Manta 400).